# シルキン男爵
シルキン男爵(英: Baron Silkin)は、イギリスの男爵、貴族。連合王国貴族爵位。2002年以降、爵位一代放棄中である。

## 歴史
労働党の政治家ルウィス・シルキン(1889-1972)は、都市農村計画相を辞した1950年7月4日にロンドン州ダリッチのシルキン男爵(Baron Silkin, of Dulwich in the County of London)に叙せられた。彼が1972年に没すると、長男アーサーが爵位を相続した。
2代男爵アーサー(1916-2001)は襲爵と同時に、1963年貴族法に基づいて爵位一代放棄を行った。アーサーには子がなかったため、彼の死去ののちは甥(初代男爵の次男サミュエルの子)にあたるクリストファーが爵位を襲った。
しかし、現当主である第3代男爵クリストファー(1947-)もまた父同様に爵位一代放棄を行ったため、シルキン男爵位は現在も爵位一代放棄中である。
なお、3代男爵クリストファーの父サミュエル(1918-1988)は、初代男爵と同じく労働党の政治家で、1985年5月13日に一代貴族としてオックスフォードシャー州ノースリーの,ダリッチのシルキン男爵(Baron Silkin of Dulwich, of Northleigh in the County of Oxfordshire)に叙せられている。

## シルキン男爵(1950年)
- 初代シルキン男爵ルウィス・シルキン（英語版） (1889–1972)
- 第2代シルキン男爵アーサー・シルキン (1916–2001) (1972年に爵位一代放棄)
- 第3代シルキン男爵クリストファー・ルウィス・シルキン (1947-) (2002年以降、爵位一代放棄)

推定相続人は、現当主の従兄弟であるローリー・ルウィス・シルキン(1954-)。

## 系図
- 初代シルキン男爵ルウィス・シルキン（英語版）, PC,CH (1889 - 1972)
  - アーサー・シルキン (1916 - 2001) [元第2代男爵]
  -  ダルウィッチのシルキン男爵サミュエル・シルキン（英語版）, PC, QC (1918 - 1988)
    - クリストファー・ルウィス・シルキン (1947 - ) [元第3代男爵]

  - ジョン・アーネスト・シルキン（英語版）, M.P. (1923 - 1987)
    - (1) ローリー・ルウィス・シルキン (1954-)